# مطبخ القدس

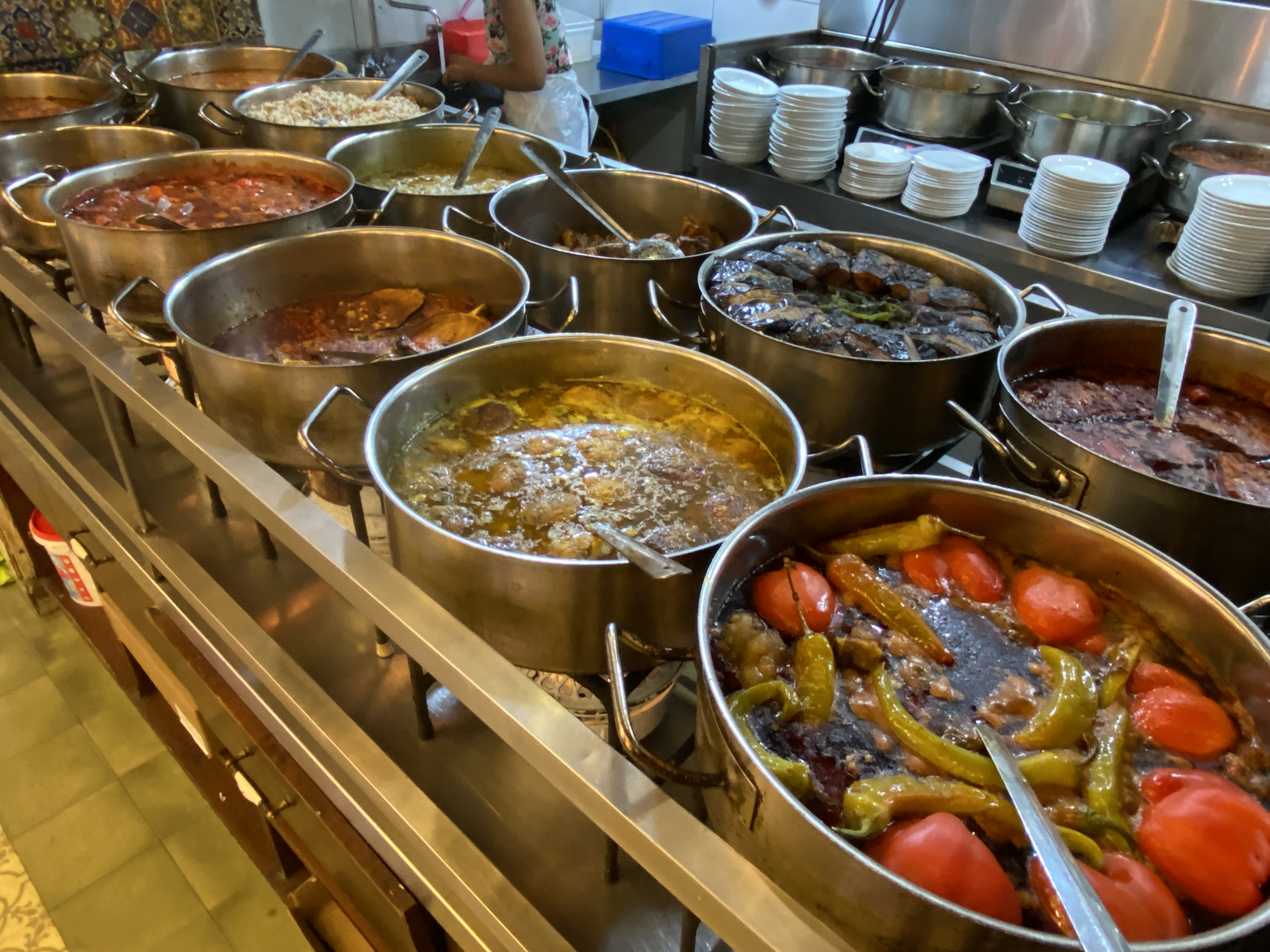
يخنات في مطعم أزورا، وهو مطعم يهودي عراقي/كردي في

يعكس مطبخ القدس التاريخ الطويل للمدينة باعتبارها ملتقى للثقافات والأديان. لقد أدت آلاف السنين من التجارة والغزو والهجرة إلى اندماج فريد من نوعه بين تقاليد الطهو، والتأثير الكبير للمطبخ العربي الشامي (وخاصة الفلسطيني) والمطبخ اليهودي (السفارادي في الغالب).
تتميز الأطباق في القدس بالمكونات المتوسطية الطازجة والموسمية، مع التركيز القوي على الخضروات والفواكه وزيت الزيتون والأعشاب. يشكل أكل الشارع جانبًا بارزًا في المشهد الطهوي، حيث يزدهر في أسواق مثل سوق محانيه يهودا ‏ والسوق العربي في البلدة القديمة. تتميز القدس الحديثة بإرضاء الأذواق العالمية، مع وجود عدد متزايد من المطاعم التي تقدم مطبخ توليفي إلى جانب الأطباق التقليدية.
تتميز القدس بالعديد من الأطباق المميزة، بما في ذلك الكعك المقدسي (بيجل القدس)، وهو خبز طويل بيضاوي الشكل يُغطى عادةً ببذور السمسم ويُقدم مع الزعتر؛ ومشاوي القدس المشكلة، وهو طبق مصنوع من قلوب الدجاج والطحال والكبد الممزوجة بقطع من لحم الضأن ومقلية بالبصل والتوابل؛ والكبة، وهي نوع من الزلابية المصنوعة من البرغل أو السميد المحشو باللحم المفروم ويُقدم في الحساء. كما تنتشر أيضًا الأطباق الكلاسيكية السفارادية مثل البوريكاس (المعجنات اللذيذة)، والبيسكوشوس (الكعك)، والسوفريتو (حساء اللحم)، والأوريز شويت (الأرز والفاصوليا)، والمكرونة ‏ المطبوخة ببطء، والباستيليكوس (المعجنات المحشوة باللحم). بالإضافة إلى ذلك، فإن كوجل أشكنازي يروشالمي ‏، وهو طبق نودلز تقليدي، والأطعمة الأساسية في الشرق الأوسط مثل الحمص فلافل والشاورما كنافة، تشكل جزءًا لا يتجزأ من الهوية الطهوية للقدس.

## التاريخ
هناك بقايا أدبية وأثرية تلقي الضوء على المطبخ الإسرائيلي في القدس القديمة. في سفر صموئيل الثاني، قيل أن داود وزع الأشيشيم، وهي فطائر العدس، بين سكان المدينة. تكشف النتائج الأثرية عن آثار الفانيليا التي تم اكتشافها في جرار النبيذ من القرن السابع إلى القرن السادس قبل الميلاد، مما يشير إلى أن النخبة المحلية استمتعت بالنبيذ بنكهة الفانيليا – وهو استخدام مبكر ملحوظ لهذه التوابل في العالم القديم. تشير عظام الأسماك الوفيرة من العصر الحديدي إلى أن الأسماك، التي من المحتمل أنها كانت محفوظة بدلاً من أن تكون طازجة بسبب بعد المدينة عن ساحل البحر الأبيض المتوسط، كانت تُباع وتُستهلك في المدينة. كما تذكر كتب أخبار الأيام وصفنيا ونحميا أيضًا «بوابة السمك» في المدينة. وفي منطقة العوفل، تم العثور على جرار تخزين كبيرة كانت تستخدم لتخزين الدقيق والزيت والعسل في مبنى دمر أثناء حصار نبوخذ نصر في عام 587 قبل الميلاد. يشير وعاء به نقش على شكل شجرة نخيل إلى أن بعض الجرار تحتوي على عسل التمر. بالإضافة إلى ذلك، فإن أقدم الأدلة الأثرية على وجود الحمضيات في الشرق الأوسط تعود إلى القرنين الخامس والسادس قبل الميلاد، وقد تم اكتشافها في منطقة رمات راحيل.
في العصر الصليبي ‏، أنشأت الملكة ميليسيندا ثلاثة شوارع متوازية، والمعروفة باسم «السوق الثلاثي»، في عام 1152. وقد أطلق على هذه الشوارع، التي لا تزال سليمة إلى حد كبير، اسم شارع الأعشاب، وشارع الطبخ السيئ، والشارع المغطى. كان شارع الأعشاب مخصصًا لبيع الأعشاب والفواكه والتوابل، بينما كان الشارع المغطى يركز على القماش، وكان شارع الطبخ السيئ يقدم الطعام المُعد للحجاج والسكان المحليين.

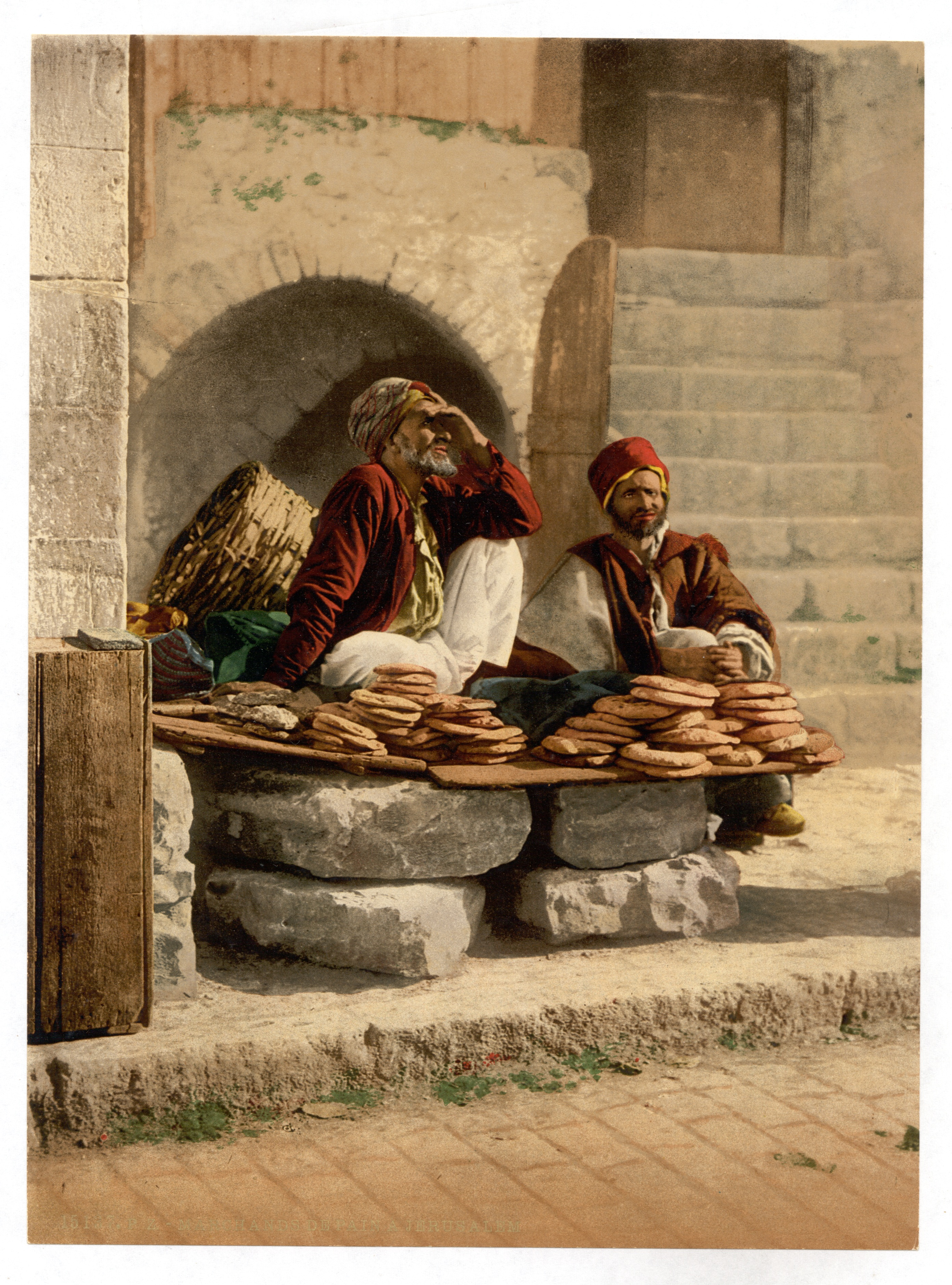
بائعو الخبز في القدس، بين عامي 1890 و1900

في القرن السادس عشر، كان الخبز، المفضل لسعره المعقول وقيمته الغذائية العالية، هو الغذاء الرئيسي في القدس، متجاوزًا اللحوم وزيت الزيتون في الأهمية. كان اللحم مكلفًا ويصعب الحصول عليه، في حين لعب زيت الزيتون، على الرغم من رخص ثمنه، دورًا أقل مركزية في النظام الغذائي. تم إنتاج أنواع مختلفة من الخبز، بما في ذلك كماج (خبز الجيب يشبه خبز البيتا، مع اسم من أصل فارسي)، وماوي (فطائر مصنوعة من القمح والسميد والماء)، وسمون (لفائف الخبز)، وسيميد، وتنوري، وتابوني، بواسطة المخابز، والتي غالبًا ما كانت تخبز عدة مرات في اليوم لتلبية الطلب المرتفع. تقدم السجلات من محكمة القدس الإسلامية في القرن السابع عشر تفاصيل إضافية عن أنواع الخبز والمخبوزات المتوفرة في ذلك الوقت، بما في ذلك الكماج، والكعك (خبز السمسم)، والجركس (رغيف محشو بالتمر والجبن والأعشاب، والمعروف اليوم باسم الماروك). وصف عوبديا البرتينوري ‏، الذي زار القدس في أواخر القرن الخامس عشر، العثور على عنب أكبر من العنب الموجود في رومانيا بإيطاليا، ولاحظ بيع شراب العنب. وقد لاحظ إسرائيل البيروشى، الذى كتب في القرن السادس عشر، أن العنب كان من بين الفواكه الوحيدة المتوفرة في المدينة، كما ذكر أيضًا بيع شراب العنب.

لقد تطور المطبخ في القدس بشكل كبير خلال القرنين الماضيين. في أوائل القرن التاسع عشر، كانت المدينة تضم حوالي 9000 نسمة، بما في ذلك 2000 يهودي من خلفيات سفاردية، ومستعربية، وأشكنازية. وقد حافظت هذه المجتمعات على تقاليد طهي مميزة من بلدانها الأصلية، وتمتزج مع المكونات وطرق الطهي العربية المحلية. شهدت هذه الفترة بداية المطبخ المقدسي الفريد الذي جمع بين التقاليد اليهودية المختلفة والتأثيرات العربية المحلية. لقد لعب اليهود السفارديم، أحفاد المطرودين من إسبانيا، الذين وصلوا من الإمبراطورية العثمانية في القرنين السابع عشر والثامن عشر، دورًا مهمًا في تشكيل هذا المشهد المطبخي. أدى تأثيرهم إلى ظهور طابع سفارادي سائد في ثقافة الطعام في المدينة.

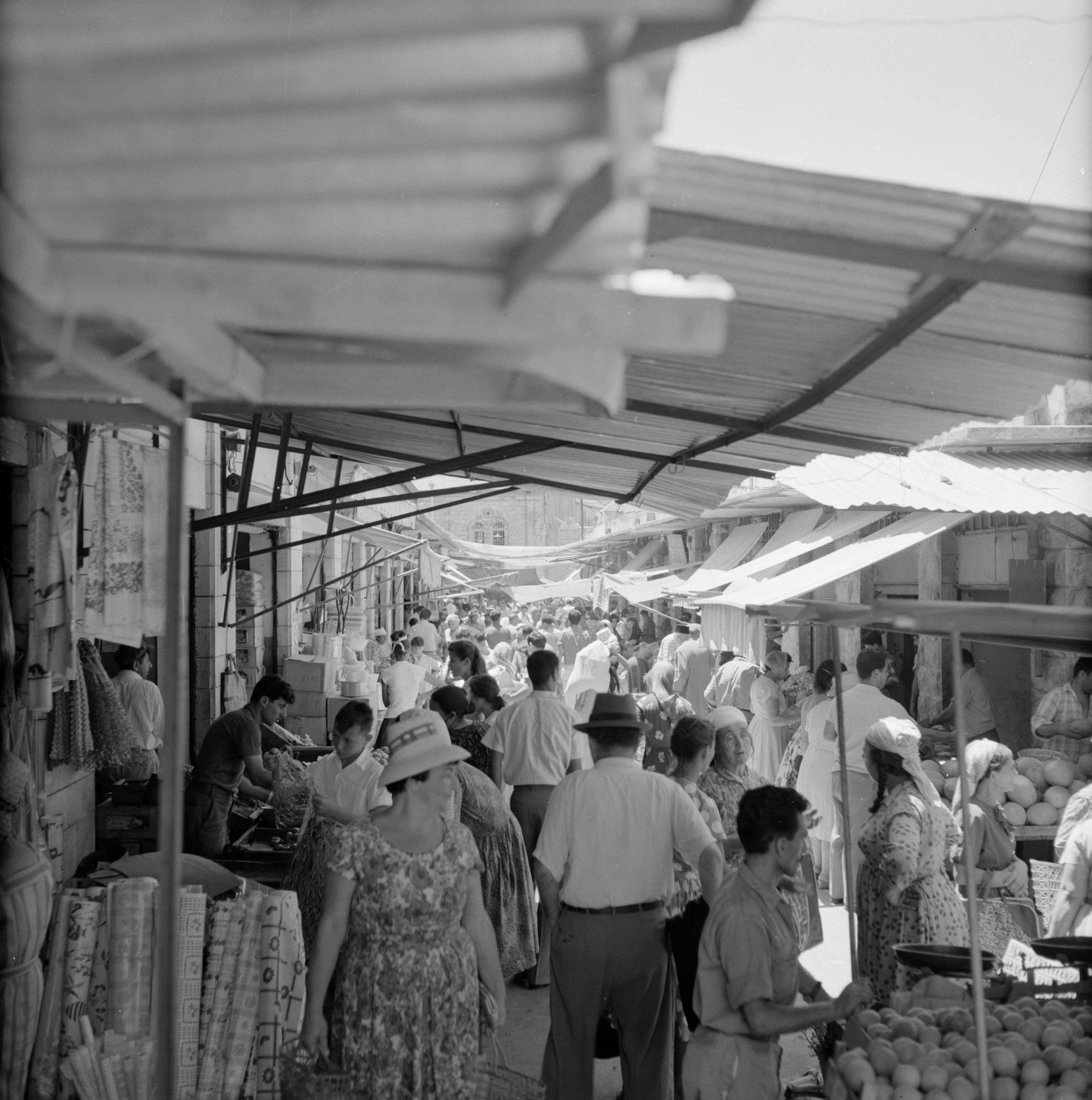
عام 1964

ومع نمو عدد سكان القدس، تزايد عدد الجالية اليهودية فيها، حتى وصل في نهاية المطاف إلى ثلثي إجمالي عدد سكان المدينة. وقد أدى هذا النمو إلى مزيد من التنوع في المشهد الطهوي. وشهد أوائل القرن التاسع عشر تدفقًا لليهود من أوروبا الشرقية والغربية، إلى جانب المهاجرين من تركيا وسوريا والبلقان وشمال أفريقيا. أدى وصول اليهود من المغرب في أربعينيات القرن التاسع عشر، ثم من إيران وبخارى واليمن وكردستان في أواخر القرن التاسع عشر وأوائل القرن العشرين، إلى إدخال تأثيرات طهي جديدة. جلبت كل مجموعة مكونات وتقنيات طهي فريدة من نوعها، مما أثرى المطبخ المقدسي بشكل أكبر.
وفي فترة ما بعد الحرب العالمية الثانية وبعد إنشاء إسرائيل، واصلت القدس رؤية اندماج التقاليد الطهوية. لقد ساهم تدفق المهاجرين اليهود من مختلف أنحاء العالم في إثراء ثقافة الطعام في المدينة. المطبخ المقدسي الحديث هو مزيج ديناميكي من التأثيرات التاريخية من المجتمعات اليهودية، بما في ذلك السفارديم، والأشكناز، والكردي، فضلاً عن التقاليد الفلسطينية. واليوم، يعكس اندماج الوصفات القديمة والممارسات الطهوية الحديثة.
بعد حرب 1967، كان هناك تدفق للعمال الفلسطينيين من الضفة الغربية. وزاد عدد المطاعم الفلسطينية في القدس، وأصبحت القدس الشرقية منطقة شعبية لمطاعم الحمص.

## الخبز والمعجنات
كعك القدس هو خبز فلسطيني تقليدي ذو شكل بيضاوي فريد من نوعه. وهي من تخصصات القدس، وربما تأثرت بالإمبراطورية العثمانية. وفقًا لجانا جور ‏، يُعتقد أن كعكة القدس أصبحت شائعة بين الإسرائيليين بعد حرب الأيام الستة، وبعد ذلك عُرفت أيضًا باسم كعكة القدس. أخف من خبز البيجل الأمريكي الشمالي، ويُخبز ولكن لا يُسلق. يُزين ببذور السمسم، ويُؤكل عادةً مع الزعتر أو الفلافل أو البيض المسلوق. في البلدة القديمة، يتم بيعه من قبل الباعة الجائلين الفلسطينيين والمخابز. بعضها يزيد عمره عن 100 عام. يزعم بعض الفلسطينيين أن كعكة القدس تكون ألذ طعمًا عندما تُصنع في القدس، لذا غالبًا ما تُقدم كهدية للأشخاص الذين يعيشون في أماكن أخرى.
يمكن أيضًا العثور على خبز محشو بالتمر يسمى المعروك، وهو مخصب بالبيض ومُعطى لونًا أصفر من الكركم، في المدينة القديمة. أدخل المجتمع اليهودي اليمني الجاخنون إلى المدينة، وأصبح عنصرًا أساسيًا في النظام الغذائي المحلي. في سوق محانيه يهودا، يتم بيع خبز الخلة، وهو خبز مضفر يصنع تقليديًا في يوم السبت، والبوريكاس، وهي معجنات محشوة ولذيذة من أصل سفارادي.
كوجل يروشالمي، وهو من تخصصات القدس، هو طبق فريد من نوعه يجمع بين النكهات الحلوة والمالحة. مصنوع من الكراميل والفلفل الأسود ومعكرونة البيض، يصبح له سطح خارجي مقرمش وداخلي مطاطي عند خبزه. تتميز هذه الكسرولة، والتي توجد غالبًا في المجتمعات اليهودية الأرثوذكسية، بمذاقها الغني والفلفلي والحلو. ربما يعود أصل الطبق إلى القرن التاسع عشر، عندما أحضر اليهود الأشكناز الكوجل إلى القدس، وقاموا بتكييف مكوناته مع التوافر المحلي من خلال دمج الكراميل والحدة المتأثرة بالسفارديم. يمكن تقديم كوجل يروشالمي دافئًا أو باردًا، وإعادة تسخينه عدة مرات، مما يجعله خيارًا شائعًا في يوم السبت، عندما يتم تقديمه عادةً في الكيدوش أو كطبق جانبي مصاحب للتشولنت.

## الأطباق الرئيسية

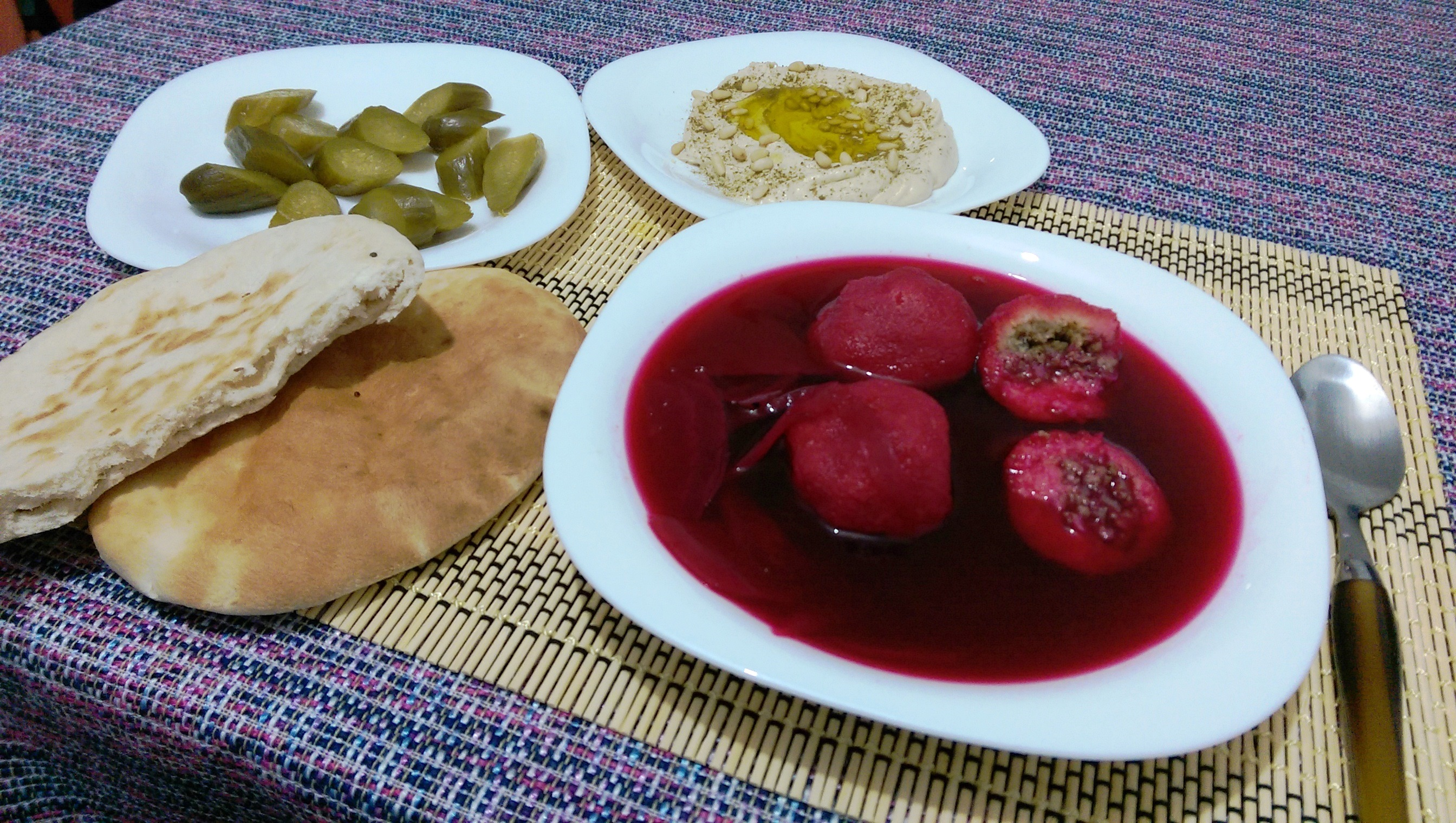
شوربة الكبة الحمراء مع خبز البيتا والخيار المخلل والحمص

الكبة، وهي حساء زلابية من أصل يهودي عراقي، هي طبق مميز في مطبخ القدس، وغالباً ما يتم الاستمتاع بها كوجبة قبل السبت خلال غداء يوم الجمعة. ابتداءً من ثمانينيات القرن العشرين، بدأ هذا الطبق، الذي كان يؤكل في الغالب داخل المجتمع اليهودي الكردي الصغير، في الظهور في المطاعم البسيطة حول سوق محانيه يهودا ‏، وأصبح تدريجيًا شائعًا بين جمهور أوسع. يتم تقديم هذا الطبق في المطاعم مثل أزورا، وموردوخ، وإيما، وراشمو. تتضمن الإصدارات الشائعة الكبة هاموستا، وهي حساء حامض، والكبة سلك، المصنوعة من مرق البنجر الأحمر.

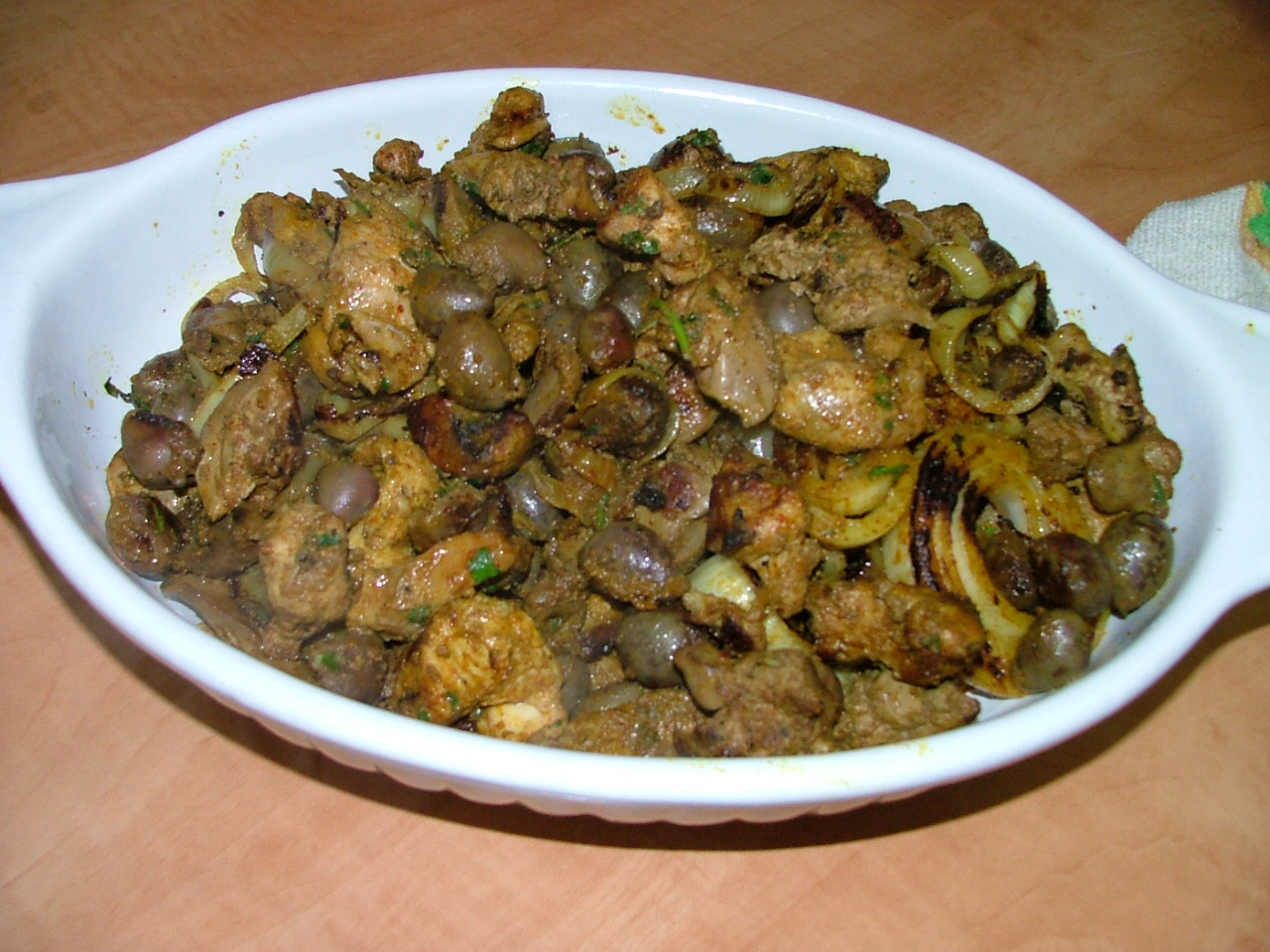
مشاوي القدس المشكلة، وهي من تخصصات القدس، وتتضمن أفخاذ الدجاج والقلوب والأكباد والبصل المكرمل والتوابل

يعتبر طبق مشويات القدس المشكلة من الأطباق التي يُعتقد أن أصلها يعود إلى سوق محانيه يهودا. وهو يتكون من أفخاذ الدجاج والقلوب والأكباد المطبوخة مع البهارات، وهو مزيج من التوابل الشرق أوسطية يحتوي عادة على القرفة والبهارات والكزبرة والفلفل الأسود والهيل والقرنفل، بالإضافة إلى البصل المكرمل. يتم تحضيره تقليديًا على صاج، ويمكن صنعه في مقلاة عادية أيضًا ويمكن تقديمه أيضًا في خبز البيتا.
ومن الأطباق الشعبية الأخرى في القدس السوفريتو، وهو حساء من أصل يهودي سفارادي. يتم تقديم لحم البقر سوفريتو، وهو عبارة عن خليط من لحم البقر والبطاطس والتوابل، في أماكن مثل أزورا وبارود. أزورا، مطعم عائلي مشهور في سوق محانا يهودا، يُشاد به غالبًا باعتباره أحد أفضل «مطاعم العمال» في البلاد، يقدم إلى جانب السوفريتو أطباقًا تقليدية أخرى مثل الكبة وحساء الرئة. بارود، الذي يقع داخل ساحة فاينجولد التاريخية، والذي تم تأسيسه في عام 1995، هو حانة تقدم الطعام ‏ المعروف بمأكولاتها السفاردية، والتي تشمل أيضًا الباستيليكوس والبويكوس وفطائر الكراث ‏.
معكرونة هامين ‏ هي نوع من أنواع المعكرونة المقدسة (تشبه الشولنت الأشكنازي)، وهو عبارة عن حساء مطبوخ ببطء يقدم تقليديا في يوم السبت. يتضمن هذا الطبق المعكرونة (عادةً ما تكون معكرونة أو بوكاتيني)، إلى جانب الدجاج.

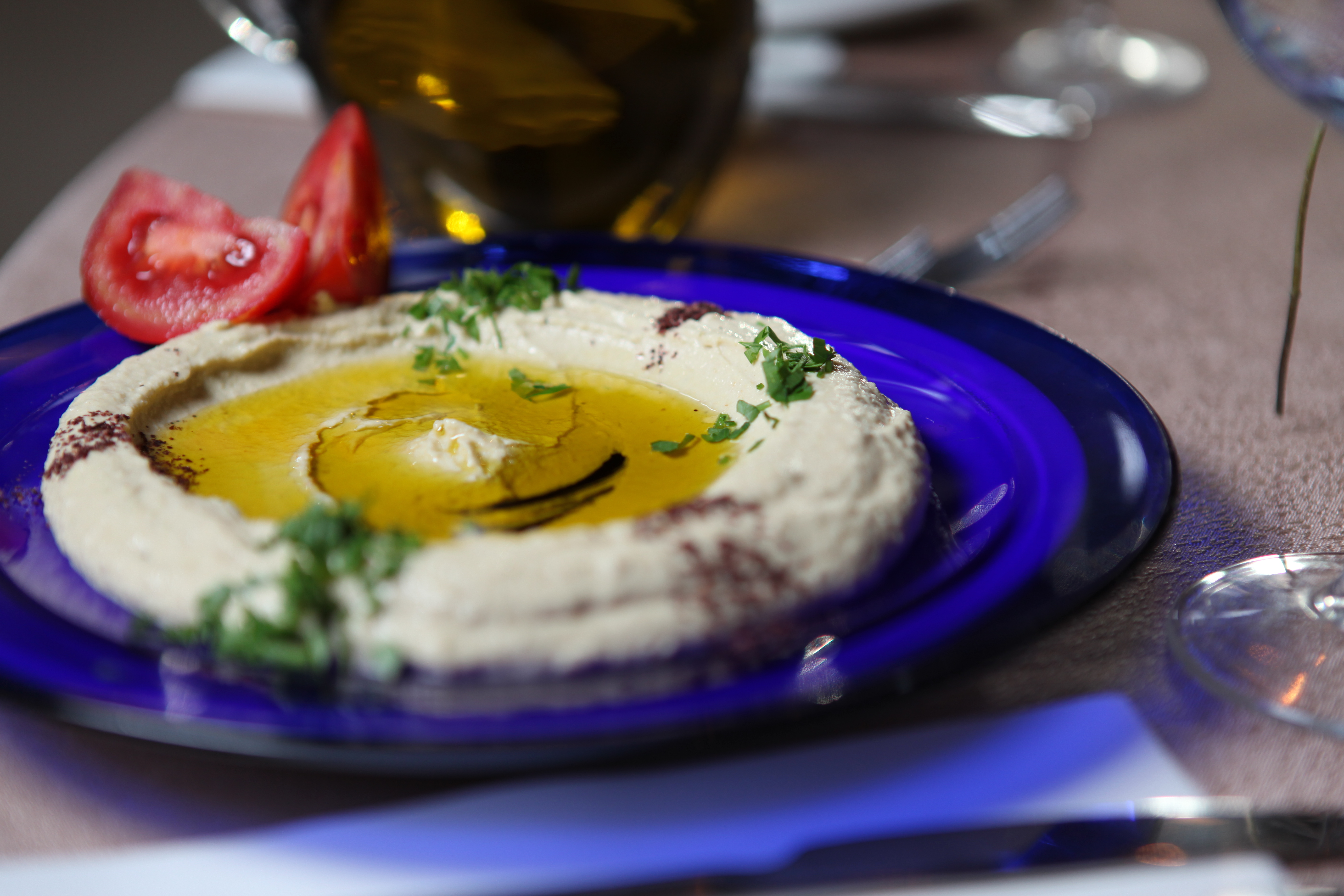
الحمص يُقدم في مطعم «أوكالبتوس» في في القدس

في البلدة القديمة بالقدس، تجذب العديد من مطاعم الحمص الشهيرة الحشود، بما في ذلك أبو شكري، ولينا، وأبو كمال، وعرفات. أبو شكري، الذي يسميه يوتام أوتولينغي ‏ وسامي التميمي «بقعة حمص مشهورة» في المنطقة، معروف بحمصه المحضر يدويًا، ويقدم أيضًا أطباقًا مثل المسبحة (حمص كامل مخلوط طحينة) والفول (فول مدمس متبل). بسبب المقاعد المحدودة، من الشائع أن تجد السكان المحليين يصطفون للحصول على وجبات إفطار جاهزة. يعد سوق الجزارين موطنًا لمطعم كباب أبو شاهين، وهو مطعم كباب يديره أحفاد عائلة تركية مسلمة يُعتقد أنهم أسسوا هذا المطعم خلال الفترة العثمانية.

## الحلويات
الحلويات الفلسطينية التقليدية التي تباع في محلات الحلويات في القدس تشمل الحلبة والهريسة، وكلاهما مصنوع من كعك السميد. حلوى فلسطينية أخرى، الكنافة، مصنوعة من الجبن المذاب وعجينة المعجنات. ومن أشهر محلات الكنافة محل حلويات جعفر، الذي تأسس عام 1951 في الحي المسيحي بالمدينة القديمة.
في عام 2017، افتُتح أول متجر كنافة كوشير، إير ديفيد، في سوق محانيه يهودا ‏، واكتسب شعبية سريعة وألهم إنشاء متاجر كنافة كوشير إضافية. تحظى روجيلاش أيضًا بشعبية كبيرة، وخاصة في مخبز مارزيبان، المعروف بنسخته المصنوعة من الشوكولاتة اللزجة من المعجنات، والتي تجذب حشودًا كبيرة.
يُعد مقهى كادوش، الواقع في وسط مدينة القدس، أحد أشهر المخابز وأكثرها عراقة في فلسطين المحتلة. تأسس هذا المكان الذي تديره عائلة في عام 1967، وقد نال استحسانًا كبيرًا بفضل المخبوزات الكلاسيكية على الطراز الأوروبي ومأكولات الألبان. يتميز المقهى أيضًا بـ«السوفغانيوت» الذي يقدم خلال عيد الحانوكا اليهودي، والذي يجذب حشودًا كبيرة كل عام.
في عام 2023، ذكرت صحيفة جيروزالم بوست أن عددًا من محلات الآيس كريم قد افتتحت في العقد السابق.

## المأكولات العالمية
إلى جانب المطبخ المقدسي التقليدي، يقدم عدد متزايد من المطاعم في القدس مأكولات عالمية. ومن الأمثلة البارزة على ذلك دار الرعاية النمساوية في المدينة القديمة، والتي تشتهر بتقديم التخصصات النمساوية مثل شريحة لحم العجل وشترودل التفاح ‏. في الحي اليهودي، يقدم مطعم كوري أطباق كورية مثل البيبيمباب، والكيمباب، والتيوكبوكي، والجابتشاي، والكيمتشي. وفي سوق محانيه يهودا، ظهرت مطاعم جديدة تقدم مجموعة متنوعة من المأكولات العالمية المعتمدة كوشير، بما في ذلك المأكولات الجورجية واللبنانية والأمريكية وأمريكا الجنوبية.

## الفعاليات والمهرجانات
في عام 1992، استضاف متحف برج داود معرضًا مبتكرًا للطعام باسم تا-أروشا، والذي أشرفت على تنظيمه كاتبة الطعام الشهيرة شيري أنسكي. حوالي عام 2021، أطلق برج داود مشروع «تناول الطعام في القدس»، وهو مشروع طهي تاريخي متعدد التخصصات يتضمن رسالة إخبارية أسبوعية وقصصًا ووصفات يتم مشاركتها عبر واتساب ومدونة تعرض مقالات علمية عن المكونات المحلية وجولات طعام شخصية في البلدة القديمة وسوق محانيه يهودا.
في العقدين الثاني والثالث من القرن الحادي والعشرين، أصبح مهرجان شاحنات الطعام في القدس حدثًا صيفيًا بارزًا. ويقام المهرجان خلال ليالي يوليو وأغسطس، ويضم شاحنات طعام حيث يقوم كبار الطهاة من مطاعم المدينة المرموقة بإعداد الأطباق. إلى جانب العروض الطهوية، يتضمن المهرجان أيضًا عروضًا ومعارض ضوئية. أقيم في الأصل في منتزه وادي بن هينوم، وفي عام 2024 تم نقل المكان إلى منتزه أرمون هاناتسيف ‏.
في عام 2017، أسس الشيف الفلسطيني عز الدين بخاري ‏ شركة المطبخ المقدّس، وهي شركة تنظم جولات الطعام، ونوادي العشاء، ودروس الطبخ، وغيرها من الفعاليات التي تركز على المطبخ الفلسطيني النباتي في القدس. إحدى جولاته الأكثر شعبية تستكشف المدينة القديمة وتتميز بأطعمة مثل الحمص، الكراس بيض، فريكة، الزعتر، المطبق، والحلاوة الطحينية.